# ستيف بلاس
ستيف بلاس (بالإنجليزية: Steve Blass) هو لاعب كرة قاعدة أمريكي، ولد في 18 أبريل 1942 في كانان في الولايات المتحدة.

## وصلات خارجية
- ستيف بلاس على موقعبيزبول رفرنس.كوم (الدوري الرئيسي) (الإنجليزية)
- ستيف بلاس على موقعبيزبول رفرنس.كوم (الدوري الثانوي) (الإنجليزية)
- ستيف بلاس على موقع جمعية أبحاث البيسبول الأمريكية (الإنجليزية)
- ستيف بلاس على موقع مشجعي الرسوم البيانية (الإنجليزية)